# Rich Kenah
Rich Kenah, född den 4 augusti 1970, är en amerikansk före detta friidrottare som tävlade i medeldistanslöpning främst 800 meter. 
Kenahs främsta år som friidrottare var 1997. Han inledde året med att bli bronsmedaljör vid inomhus-VM i Paris på tiden 1.46,16. Utomhus deltog han vid VM i Aten där han återigen slutade på tredje plats, denna gång efter att ha sprungit på 1.44,25. Senare samma år vid tävlingar i Zürich noterade han sitt personliga rekord 1.43,38.
Han deltog även vid VM 1999 och vid Olympiska sommarspelen 2000 men misslyckades båda gångerna att ta sig vidare till finalen.

## Personliga rekord
- 800 meter - 1.43,38